# Leah Smith
Leah Grace Smith (Pittsburgh, 19 de abril de 1995) es una deportista estadounidense que compite en natación, especialista en el estilo libre.
Participó en los Juegos Olímpicos de Río de Janeiro 2016, obteniendo dos medallas, oro en 4 × 200 m libre y bronce en 400 m libre.
Ganó siete medallas en el Campeonato Mundial de Natación entre los años 2015 y 2022, siete medallas en el Campeonato Mundial de Natación en Piscina Corta entre los años 2016 y 2022, y cinco medallas en el Campeonato Pan-Pacífico de Natación, en los años 2014 y 2018.
Cursó el grado de Estudios de Medios en la Universidad de Virginia.

## Palmarés internacional
| Juegos Olímpicos                    | Juegos Olímpicos        | Juegos Olímpicos  | Juegos Olímpicos |
| Año                                 | Lugar                   | Medalla           | Prueba           |
| ----------------------------------- | ----------------------- | ----------------- | ---------------- |
| 2016                                | Río de Janeiro (Brasil) | Medalla de oro    | 4 × 200 m libre  |
| 2016                                | Río de Janeiro (Brasil) | Medalla de bronce | 400 m libre      |
| Campeonato Mundial                  |                         |                   |                  |
| Año                                 | Lugar                   | Medalla           | Prueba           |
| 2015                                | Kazán (Rusia)           | Medalla de oro    | 4 × 200 m libre  |
| 2017                                | Budapest (Hungría)      | Medalla de oro    | 4 × 200 m libre  |
| 2017                                | Budapest (Hungría)      | Medalla de plata  | 400 m libre      |
| 2017                                | Budapest (Hungría)      | Medalla de bronce | 800 m libre      |
| 2019                                | Gwangju (Corea del Sur) | Medalla de bronce | 400 m libre      |
| 2022                                | Budapest (Hungría)      | Medalla de oro    | 4 × 200 m libre  |
| 2022                                | Budapest (Hungría)      | Medalla de bronce | 400 m libre      |
| Campeonato Mundial en Piscina Corta |                         |                   |                  |
| Año                                 | Lugar                   | Medalla           | Prueba           |
| 2016                                | Windsor (Canadá)        | Medalla de oro    | 400 m libre      |
| 2016                                | Windsor (Canadá)        | Medalla de oro    | 800 m libre      |
| 2016                                | Windsor (Canadá)        | Medalla de plata  | 4 × 200 m libre  |
| 2018                                | Hangzhou (China)        | Medalla de plata  | 4 × 200 m libre  |
| 2018                                | Hangzhou (China)        | Medalla de bronce | 800 m libre      |
| 2022                                | Melbourne (Australia)   | Medalla de bronce | 400 m libre      |
| 2022                                | Melbourne (Australia)   | Medalla de bronce | 4 × 200 m libre  |
| Campeonato Pan-Pacífico             |                         |                   |                  |
| Año                                 | Lugar                   | Medalla           | Prueba           |
| 2014                                | Gold Coast (Australia)  | Medalla de oro    | 4 × 200 m libre  |
| 2018                                | Tokio (Japón)           | Medalla de plata  | 4 × 200 m libre  |
| 2018                                | Tokio (Japón)           | Medalla de bronce | 400 m libre      |
| 2018                                | Tokio (Japón)           | Medalla de bronce | 800 m libre      |
| 2018                                | Tokio (Japón)           | Medalla de bronce | 1500 m libre     |